# Grilled Cheesus
«Grilled Cheesus» (рус. Жареный сырный Иисус) — третий эпизод второго сезона американского музыкального телесериала «Хор», показанный телеканалом Fox 5 октября 2010 года. До выхода серии в эфир Райан Мёрфи пообещал, что этот эпизод будет одним из самых спорных в сериале, так как поднимет вопрос религиозного мировоззрения некоторых участников хора. В эпизоде Барт Хаммел впадает в кому, в результате чего его сын Курт пытается помочь ему, используя верования сразу нескольких религиозных конфессий. Сюжет строится вокруг атеизма Курта и его недопонимания с остальными хористами, которые пытаются поддержать его исполнением христианских песен. Между тем другой участник хора, Финн Хадсон, видит лик Иисуса на тосте с сыром, и считает, что это как-то повлияло на его жизнь.
Мерфи заявил, что он вместе со сценаристом Брэдом Фэлчаком и режиссёром Альфонсо Гомесом-Реджоном пытался соблюсти баланс между религиозностью и атеизмом, и отметил, что обратит внимание как на негативно настроенного Курта, так и на верующую Мерседес , что нашло отражение в финале серии, когда Курт согласился пойти в церковь. В серии были исполнены кавер-версии семи песен, каждая из которых занимала места в чарте Billboard Hot 100 и Canadian Hot 100, а «I Want to Hold Your Hand» и «One of Us» вошли в альбом  Glee: The Music, Volume 4.

## Сюжет
Когда солист хора Финн Хадсон (Кори Монтейт) видит на сэндвиче лик Иисуса, он принимает это за знак и решает помолиться: чтобы команда по футболу выиграла, чтобы его девушка Рейчел (Лиа Мишель) разрешила коснуться её груди и чтобы его восстановили на позиции квотербека. Когда его первое желание сбывается, он просит участников хора устроить неделю религиозных песен.
Курт Хаммелу (Крис Колфер) сообщают, что его отец госпитализирован с сердечным приступом. Это выбивает Курта из колеи; Мерседес (Эмбер Райли) поёт для него песню «I Look to You» Уитни Хьюстон и призывает его найти силы в вере. Курт принимает это за оскорбление и сообщает, что является атеистом. Тренер команды поддержки Сью Сильвестр (Джейн Линч) также не верит в бога и недовольна тем, что хористы устроили религиозные песнопения. Вместе с Куртом она подаёт жалобу директору; Сью встречается с методистом Эммой Пилсберри (Джейма Мейс) и рассказывает ей, что в детстве много молилась, чтобы Бог вылечил её сестру Джин (Робин Троки), которая страдает синдромом Дауна. Когда её молитвы остались без ответа, она пришла к выводу, что Бога просто не существует.
Мерседес, Куинн (Дианна Агрон) и Рейчел поют у постели отца Курта песню «Papa, Can You Hear Me?». Вместо песни о вере Курт решает спеть хористам композицию «I Want to Hold Your Hand» группы The Beatles, заявив, что его вера принимает вид его любви к отцу. Во время исполнения он вспоминает моменты из детства. Однако позже он соглашается пойти в церковь с Мерседес. Церковный хор поёт «Bridge over Troubled Water», а Мерседес просит прихожан помолиться за Курта и его отца.
Оставшиеся два желания Финна сбываются. Рейчел приглашает Финна в гости и сообщает, что если они будут вместе, то он должен не навязывать их будущим детям веру в Иисуса, так как она хочет воспитывать их в еврейских традициях. Финн соглашается, и Рейчел, которая отказывается заниматься с ним сексом, позволяет ему коснуться её груди. Позже Финн восстановлен на позиции квотербека футбольной команды, так как его замена Сэм Эванс (Корд Оверстрит) получает вывих плеча во время игры. Финн чувствует себя виноватым в травме Сэма; он консультируется с Эммой Пилсберри, которая уверяет его, что факт общения с ним Иисуса через сэндвич с сыром очень маловероятен. Финн понимает, что его вера была ложной, и поёт песню «Losing My Religion» группы R.E.M.
У постели Барта Курт говорит, что от безысходности он думает принять молитвы его друзей, надеясь, что они помогут. Барт сжимает руку сына и приходит в сознание. Между тем Сью посещает свою сестру Джин в специальном учреждении и говорит с ней о Боге. Джин спрашивает, может ли Сью молиться за неё, и Сью соглашается. Позже хор собирается вместе и поёт песню «One of Us» Джоан Осборн. Сью подслушивает их исполнение, а Финн дома съедает сэндвич с Иисусом.

## Реакция
Эпизод посмотрели 11,12 млн американских телезрителей, что сделало его вторым по популярности шоу недели. Отзывы критиков о серии оказались смешанными. Похвалы удостоилась игра актёром Майка О’Мэлли и Криса Колфера, а также сценарий Фэлчака, который сбалансированно показал две различных точки зрения. Тем не менее, другие рецензенты отмечали в эпизоде отсутствие тонкости, а Лиза Респерс Франс из CNN была недовольна тем, что именно за этот эпизод Крис Колфер был выдвинут на соискание премии «Эмми». Критики также разошлись во мнении относительно музыкального репертуара эпизода, отмечая непоследовательность самих песен и номеров, а также выбора песни «I Want to Hold Your Hand» для Курта. Энтони Бениньо из Daily News сказал, что «было особенно дико услышать, как Курт поёт „я хочу стать твоим“ своему отцу». Однако Джессика Дершовитц из CBS News и обозреватель телеканала MTV Али Семигран положительно высказались о исполнении Курта, добавив, что это преподнесло композицию в новом свете и помогло её обрести новый смысл, а Семигран назвал эпизод своим любимым.